# Quinto Múcio Cévola (cônsul em 95 a.C.)
Quinto Múcio Cévola (140–82 a.C.; em latim: Quintus Mucius Scaevola) foi um político da gente Múcia da República Romana eleito cônsul em 95 a.C. com Lúcio Licínio Crasso. Era filho de Públio Múcio Cévola, cônsul em 133 a.C. e pontífice máximo entre 89 a.C. e a sua morte. Foi considerado um dos mais importantes juristas romanos de sua época, estabelecendo o estudo do Direito Romano como uma disciplina sistemática. É conhecido como o Pontífice para distingui-lo de seu sobrinho Quinto Múcio Cévola, dito "o Áugure".
Cévola foi ainda o primeiro pontífice máximo a ser assassinado publicamente e também o primeiro a morrer em Roma, no Templo de Vesta, uma completa ruptura com as normas históricas e religiosas de Roma.

## Carreira política

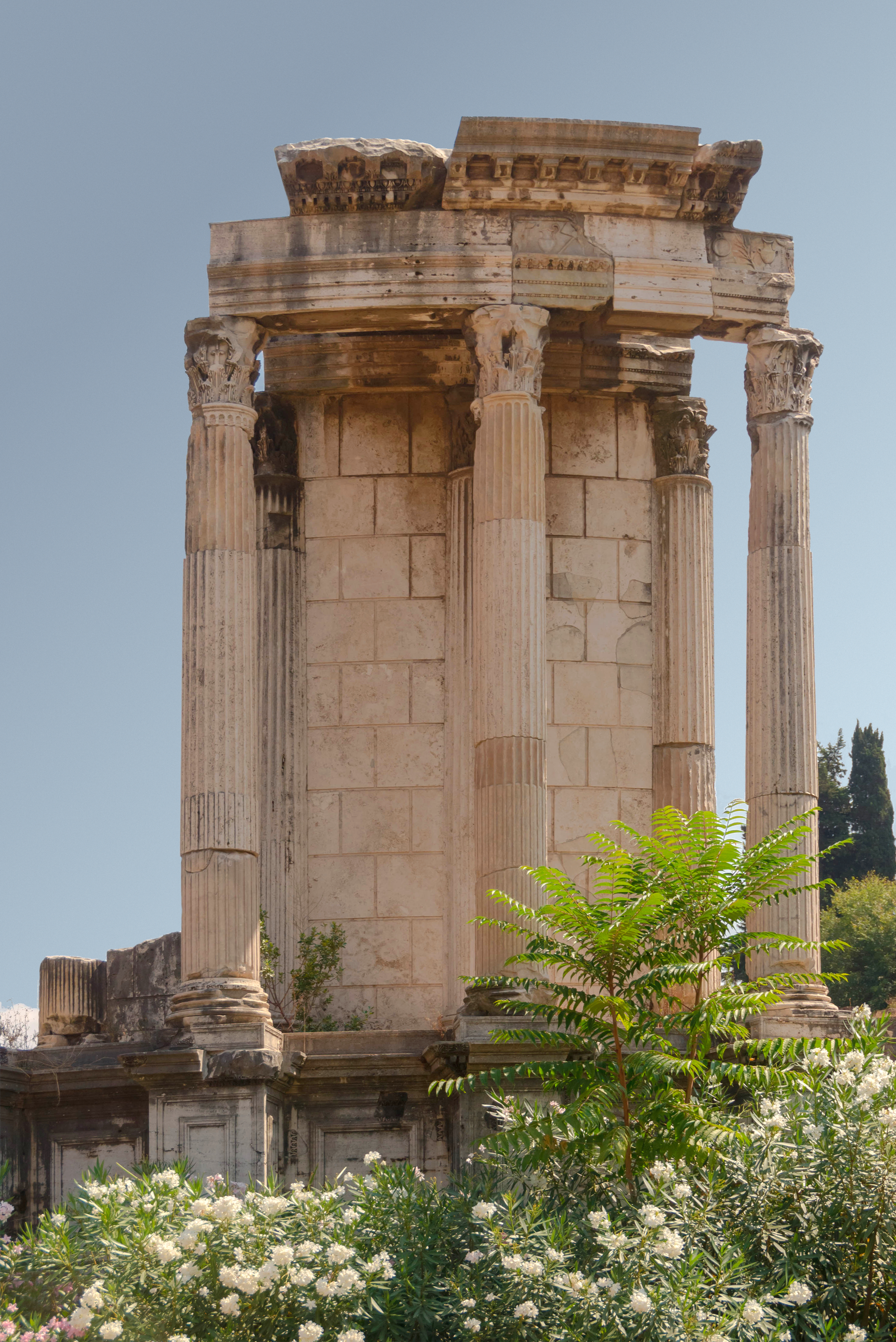
Templo de Vesta, no Fórum Romano, onde Cévola foi assassinado em por Caio Flávio Fímbria, uma dos mais aguerridos membros da facção dos populares, liderada por Caio Mário

Cévola foi eleito questor em 110 a.C., tribuno da plebe em 106 a.C., edil curul em 104 a.C. e pretor em 98 a.C. antes de tornar-se cônsul em 95 a.C. com o orador Lúcio Licínio Crasso, que era seu cunhado. Os dois aprovaram a Lex Licinia Mucia de Civibus regundis, que foi aprovada no Senado Romano e que negava a cidadania romana aos aliados italianos que haviam se inscrito ilegalmente no censo promovido pelos censores Marco Antônio Orador e Lúcio Valério Flaco, além de propor sérias penalidades, como o confisco de bens, banimento e flagelamentos. Esta lei foi o principal estopim da Guerra Social.
Cévola recebeu a Ásia como província proconsular e, em seu mandato, lutou duramente contra a corrupção dos publicanos, que cobravam impostos exagerados dos habitantes de sua província. Cévola publicou um édito que serviria como modelo para muitos outros governadores romanos em questões de administração e gestão de recursos financeiros. Cévola foi tão querido pelos habitantes da Ásia que foi aprovada a criação de um diua de celebração em sua honra, o "dies Mucia".
Quando voltou a Roma, foi eleito pontífice máximo e, em sua posição, teve a oportunidade de regular fortemente o Colégio de Pontífices e cuidar para que fossem preservados adequadamente os ritos e tradições religiosas dos romanos.

## Assassinato
Cévola foi assassinado em 82 a.C., durante o consulado de Cneu Papírio Carbão e Caio Mário, o Jovem, durante a Primeira Guerra Civil da República Romana. Depois que Cévola não quis se posicionar a favor da facção dos populares de Mário, mesmo sendo sogro Caio Mário, o Jovem, através de sua filha Múcia Tércia, foi assassinado em público no Templo de Vesta por Caio Flávio Fímbria, um violento aliado dos populares e seu corpora foi atirado ao Tibre.

## Jurista
Cévola foi o autor de um tratado de direitos civis ("Jus civile primus constituit generatim in libros decem et octo redigendo"), composto de dezoito livros, que compilava e sistematizava o direito romano de forma inédita. Escreveu ainda um pequeno manual legislativo ("Liber Singularis") que continha um glossário de termos equívocos e os princípios básicos da legislação civil. Quatro pequenas seções deste último trabalho foram recuperados por Justiniano (r. 527–565) em sua "Pandectae", mas nada sobreviveu dela. Tentou aplicar ao Ius Civile o método derivado da dialética aristotélica e estoica. Cícero elogiou os discurso de Cévola como exemplos de oratória. Sua importância foi tamanha que Cévola é o mais antigo jurista a aparecer nos "Digestos" do "Corpo do Direito Civil" e o primeiro também no "Index Florentinus".
Entre seus discípulos estavam Sexto Papírio, Balbo Lucílio, Caio Juvêncio, Sérvio Sulpício e Aquílio Galo, a quem se atribui a criação das cláusulas que permitiram a instituição de filhos póstumos, assim como o próprio Cícero.
| “ | [...] fui ter com o pontífice Cévola, que, ouso dizer, é superior a todos os nossos concidadãos em genialidade e justiça. | ” |
|   | — Cícero, Laelius de amicitia.                                                                                            |   |

## Família
Cévola casou-se duas vezes com mulheres chamadas Licínia. Divorciou-se da primeira, uma mas mulheres mais belas de Roma, por causa de um adultério com outro cônsul. Teve uma filha, Múcia Tércia, que casou-se com Pompeu Magno e foi mãe de seus três filhos. Sua neta, Pompeia, casou-se com Fausto Cornélio Sula, o filho mais velho de Sula.